# فرانس باور
فرانس باور (بالهولندية: Frans Bauer)‏ هو مغني ومقدم تلفزيوني ومذيع هولندي، ولد في 30 ديسمبر 1973 في روسيندال في هولندا.

## وصلات خارجية
- الموقع الرسمي
- فرانس باور على موقع IMDb (الإنجليزية)
- فرانس باور على موقع ميوزك برينز (الإنجليزية)
- فرانس باور على موقع أول ميوزيك (الإنجليزية)
- فرانس باور على موقع ديسكوغز (الإنجليزية)